# Jouaville
Jouaville est une commune française située dans le département de Meurthe-et-Moselle en région Grand Est.

## Géographie
| Giraumont             | Moineville   | Batilly            |
| Doncourt-lès-Conflans | Jouaville    | Saint-Ail Moselle  |
|                       | Saint-Marcel | Vernéville Moselle |

### Hydrographie

#### Réseau hydrographique
La commune est dans le bassin versant du Rhin au sein du bassin Rhin-Meuse. Elle est drainée par le ruisseau de Fleury, le ruisseau de Jouaville, le ruisseau de Tagnion et le ruisseau le Rougeval,.

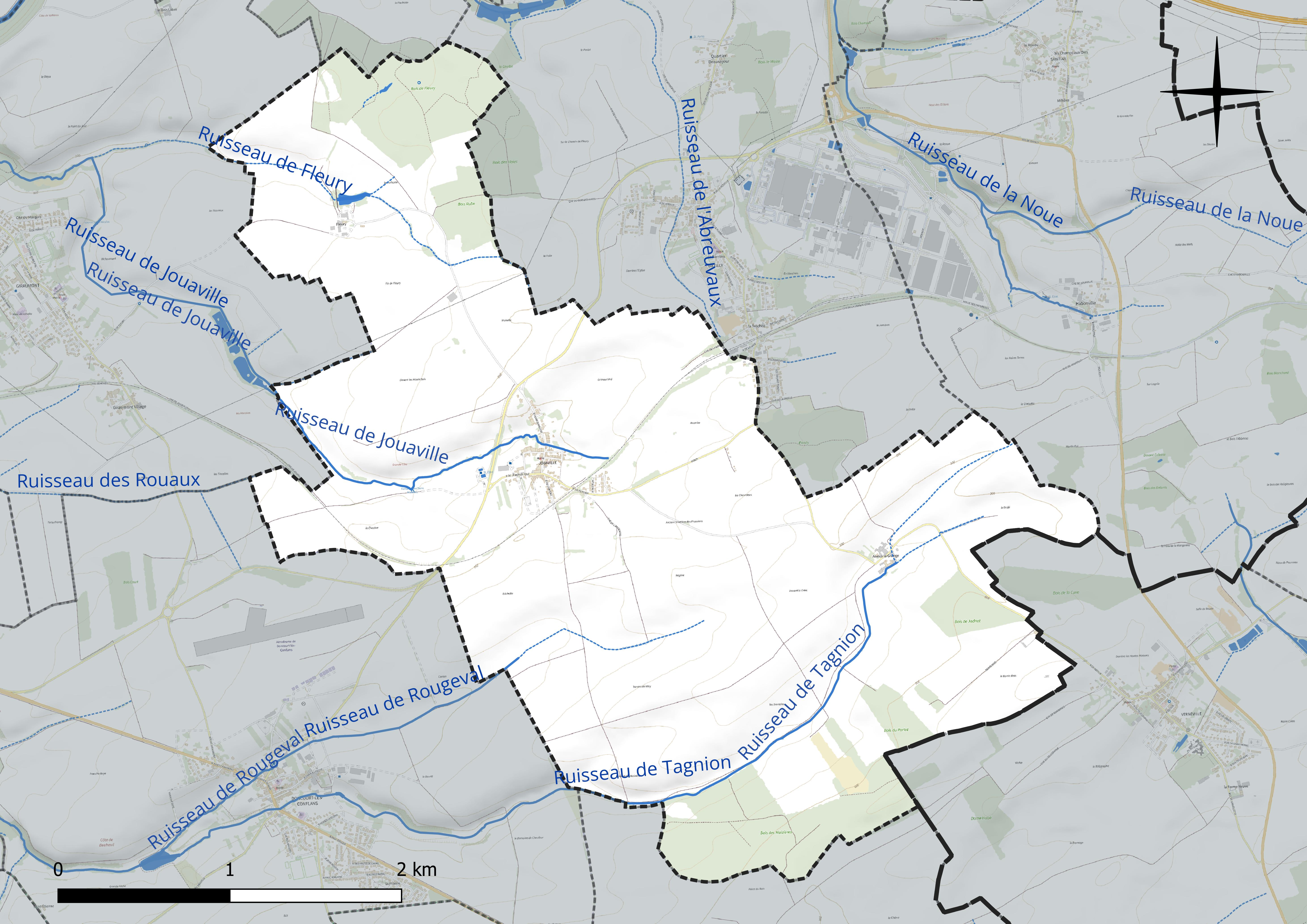
Réseau hydrographique de Jouaville.

#### Gestion et qualité des eaux
Le territoire communal est couvert par le schéma d'aménagement et de gestion des eaux (SAGE) « Bassin ferrifère ». Ce document de planification concerne le périmètre des anciennes galeries des mines de fer, des aquifères et des bassins versants hydrographiques associés qui s’étend sur 2 418 km2. Les bassins versants concernés sont celui de la Chiers en amont de la confluence avec l'Othain, et ses affluents (la Crusnes, la Pienne, l'Othain), celui de l'Orne et ses affluents et celui de la Fensch, le Veymerange, la Kiesel et les parties françaises du bassin versant de l'Alzette et de ses affluents (Kaylbach, ruisseau de Volmerange). Il a été approuvé le 27 mars 2015. La structure porteuse de l'élaboration et de la mise en œuvre est la région Grand Est. 
La qualité des cours d’eau peut être consultée sur un site dédié géré par les agences de l’eau et l’Agence française pour la biodiversité. 

### Climat
Pour des articles plus généraux, voir Climat du Grand Est et Climat de Meurthe-et-Moselle.
En 2010, le climat de la commune est de type climat de montagne, selon une étude du Centre national de la recherche scientifique s'appuyant sur une série de données couvrant la période 1971-2000. En 2020, Météo-France publie une typologie des climats de la France métropolitaine dans laquelle la commune est exposée à un climat semi-continental et est dans la région climatique  Lorraine, plateau de Langres, Morvan, caractérisée par un hiver rude (1,5 °C), des vents modérés et des brouillards fréquents en automne et hiver. 
Pour la période 1971-2000, la température annuelle moyenne est de 9,4 °C, avec une amplitude thermique annuelle de 16,7 °C. Le cumul annuel moyen de précipitations est de 820 mm, avec 12,8 jours de précipitations en janvier et 9,2 jours en juillet. Pour la période 1991-2020, la température moyenne annuelle observée sur la station météorologique de Météo-France la plus proche, « Doncourt-lès-Conflans », sur la commune de Doncourt-lès-Conflans à 2 km à vol d'oiseau, est de 10,7 °C et le cumul annuel moyen de précipitations est de 710,3 mm. 
La température maximale relevée sur cette station est de 40,9 °C, atteinte le 25 juillet 2019 ; la température minimale est de −16,5 °C, atteinte le 26 décembre 2010,,. 
Les paramètres climatiques de la commune ont été estimés pour le milieu du siècle (2041-2070) selon différents scénarios d'émission de gaz à effet de serre à partir des nouvelles projections climatiques de référence DRIAS-2020. Ils sont consultables sur un site dédié publié par Météo-France en novembre 2022.

## Urbanisme

### Typologie
Au 1er janvier 2024, Jouaville est catégorisée commune rurale à habitat dispersé, selon la nouvelle grille communale de densité à sept niveaux définie par l'Insee en 2022.
Elle est située hors unité urbaine. Par ailleurs la commune fait partie de l'aire d'attraction de Metz, dont elle est une commune de la couronne,. Cette aire, qui regroupe 245 communes, est catégorisée dans les aires de 200 000 à moins de 700 000 habitants,.

### Occupation des sols
L'occupation des sols de la commune, telle qu'elle ressort de la base de données européenne d’occupation biophysique des sols Corine Land Cover (CLC), est marquée par l'importance des territoires agricoles (84,4 % en 2018), une proportion sensiblement équivalente à celle de 1990 (84,8 %). La répartition détaillée en 2018 est la suivante : terres arables (84,3 %), forêts (12,9 %), zones urbanisées (2,7 %), zones agricoles hétérogènes (0,1 %). L'évolution de l’occupation des sols de la commune et de ses infrastructures peut être observée sur les différentes représentations cartographiques du territoire : la carte de Cassini (XVIIIe siècle), la carte d'état-major (1820-1866) et les cartes ou photos aériennes de l'IGN pour la période actuelle (1950 à aujourd'hui).

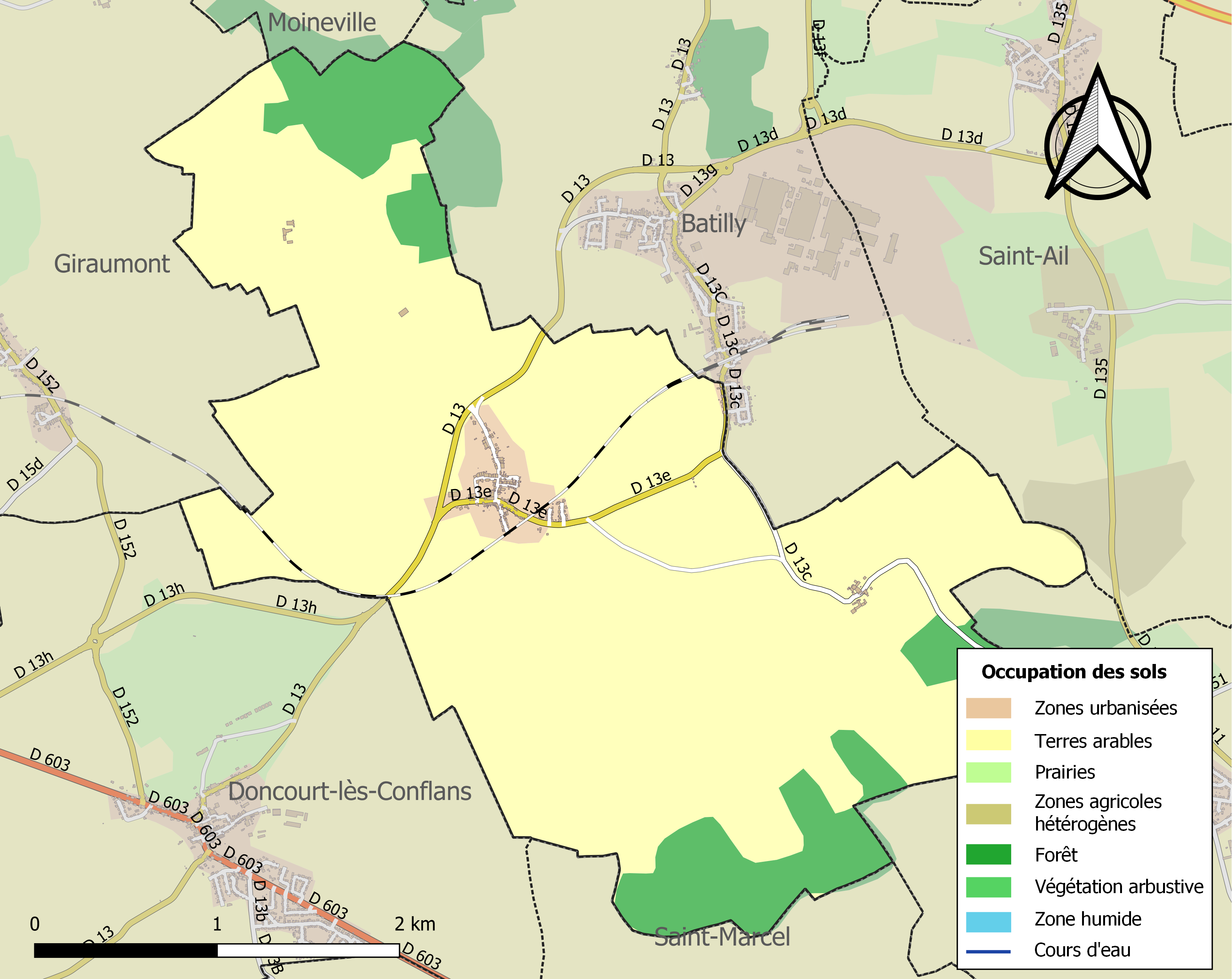
Carte des infrastructures et de l'occupation des sols de la commune en 2018 (CLC).

## Toponymie
- Huaville (1273), Xaville (1301), Owaville (1330), Houwaville (1431), Souavilla/Howavilla/Xouavilla/Houaville (1544), Hoaville (1573), Howavilla (1749), Houaville/Jouaville (1779)[réf. nécessaire].
- En lorrain : Houavelle.

## Histoire
En 1817, Jouaville, village de l'ancienne province du Barrois avait pour annexes les fermes d'Anoux, Lagrange et Fleury. À cette époque il y avait 307 habitants répartis dans 67 maisons.

## Politique et administration
| Période                                  | Période                   | Identité                                         | Étiquette | Qualité                                          |
| ---------------------------------------- | ------------------------- | ------------------------------------------------ | --------- | ------------------------------------------------ |
| Les données manquantes sont à compléter. |                           |                                                  |           |                                                  |
| mars 2001                                | mars 2008                 | Michel Girard                                    | PS        |                                                  |
| mars 2008                                |                           | Serge Sylvestrin                                 | PS        |                                                  |
| octobre 2018                             | En cours (au 26 mai 2020) | Christian Durand, Réélu pour le mandat 2020-2026 |           | Professeur des écoles ou instituteur ou assimilé |

## Population et société

### Démographie
L'évolution du nombre d'habitants est connue à travers les recensements de la population effectués dans la commune depuis 1793. Pour les communes de moins de 10 000 habitants, une enquête de recensement portant sur toute la population est réalisée tous les cinq ans, les populations de référence des années intermédiaires étant quant à elles estimées par interpolation ou extrapolation. Pour la commune, le premier recensement exhaustif entrant dans le cadre du nouveau dispositif a été réalisé en 2006.

En 2022, la commune comptait 280 habitants, en évolution de −7,89 % par rapport à 2016 (Meurthe-et-Moselle : −0,13 %, France hors Mayotte : +2,11 %).
| 1793 | 1800 | 1806 | 1821 | 1836 | 1841 | 1861 | 1866 | 1872 |
| ---- | ---- | ---- | ---- | ---- | ---- | ---- | ---- | ---- |
| 451  | 284  | 264  | 354  | 333  | 351  | 346  | 334  | 341  |

| 1876 | 1881 | 1886 | 1891 | 1896 | 1901 | 1906 | 1911 | 1921 |
| ---- | ---- | ---- | ---- | ---- | ---- | ---- | ---- | ---- |
| 412  | 404  | 398  | 370  | 366  | 363  | 349  | 358  | 269  |

| 1926 | 1931 | 1936 | 1946 | 1954 | 1962 | 1968 | 1975 | 1982 |
| ---- | ---- | ---- | ---- | ---- | ---- | ---- | ---- | ---- |
| 295  | 307  | 306  | 298  | 286  | 312  | 305  | 283  | 249  |

| 1990 | 1999 | 2006 | 2011 | 2016 | 2021 | 2022 | - | - |
| ---- | ---- | ---- | ---- | ---- | ---- | ---- | - | - |
| 268  | 260  | 290  | 319  | 304  | 283  | 280  | - | - |

## Culture locale et patrimoine

### Lieux et monuments

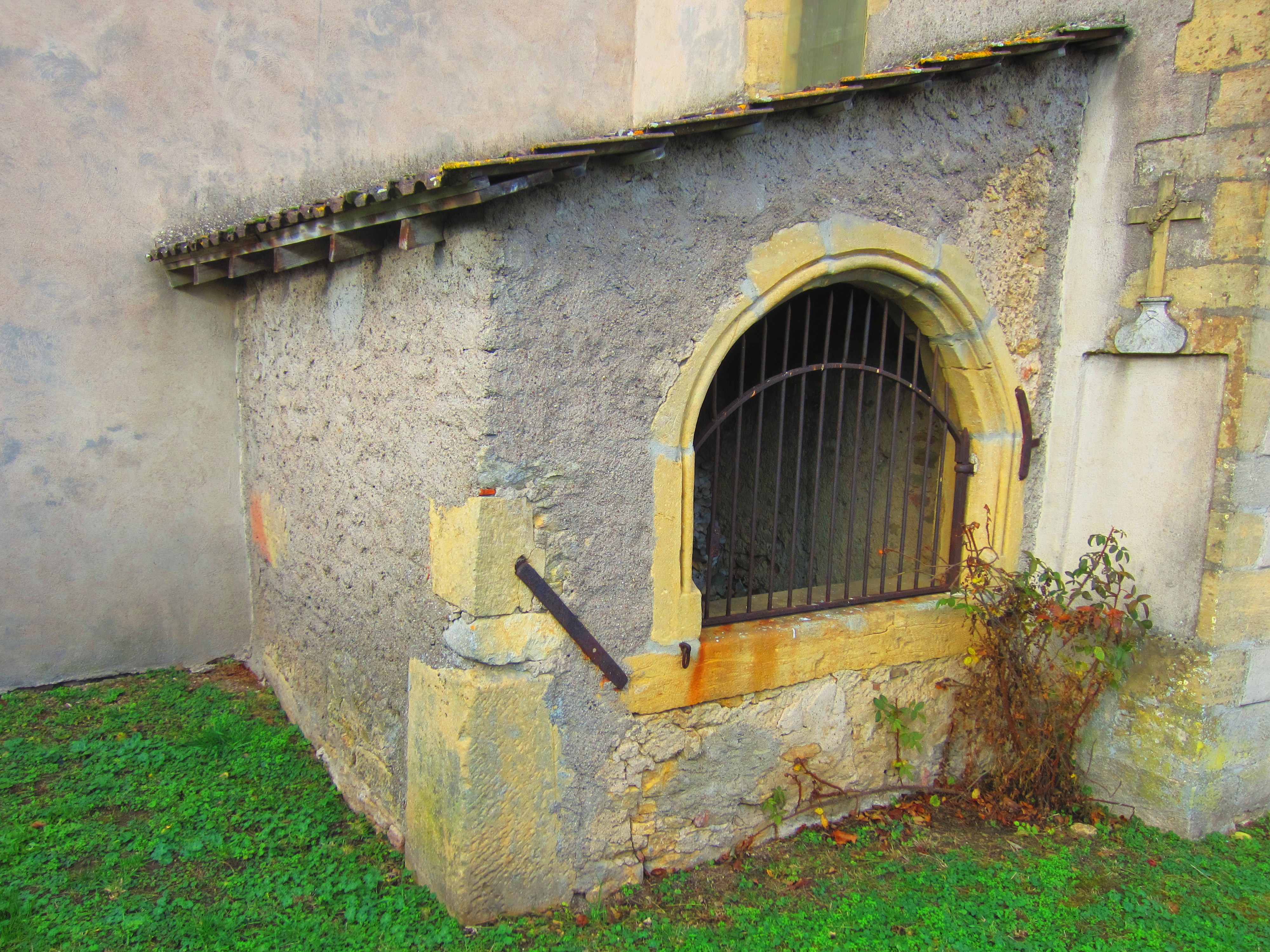
Ossuaire accolé à l'église.

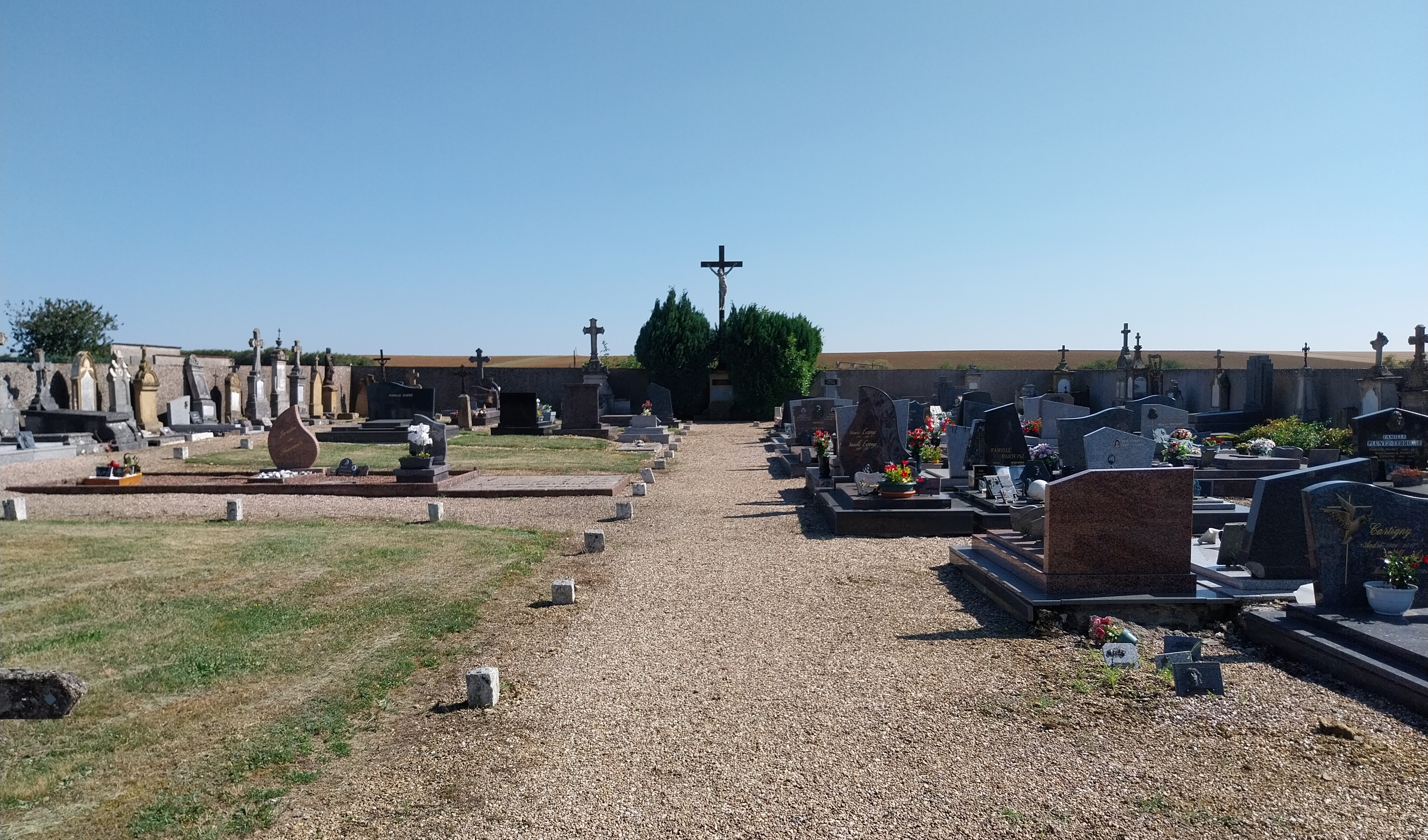
Le cimetière.

- Château fort d'Anoux-la-Grange. Vestiges d'un château fort du XIe ou XIIe siècle ; reconstruit au XIVe ou XVe siècle ; remanié aux XVIIIe et XIXe siècles, aujourd'hui transformé en ferme.
- Église paroissiale Saint-Christophe, parties constituantes : cimetière ; ossuaire XVIe siècle contre l'église. Chœur et murs extérieurs de la nef XIIIe ou  XIVe siècle ; ensemble en partie repercé XVe et XIXe siècles ; nef voûtée XVe siècle ; clocher XIXe siècle.
- L'ancien ossuaire accolé à l'église est inscrit au titre des monuments historiques par arrêté du 23 novembre 1987[22].
- Sept croix de chemin.

### Héraldique
| Blason de Jouaville | Blason  | De gueules au lion d'or armé et lampassé d'azur, à l'écusson du même aux deux bars adossés aussi d'or brochant sur le tout, à la bordure de sinople chargée de trois épis de blé, un posé en fasce queue à dextre en chef et deux aux flancs, et d'une étoile en pointe, le tout d'or. |
| Blason de Jouaville | Détails | Le statut officiel du blason reste à déterminer. |